# 高木博 (須賀川市長)
高木 博（たかぎ ひろし、1926年（大正15年）4月22日 - 1996年（平成8年）6月29日）は、日本の政治家。福島県須賀川市長（4期）。

## 来歴
福島県郡山市出身。旧制安積中学（現・福島県立安積高等学校）を経て、陸軍士官学校に入る。1945年（昭和20年）終戦により同校が閉鎖されたため中退となる。戦後、福島県庁に入り、農政課長、土木部次長、福島県立医科大学事務長などを歴任する。1981年（昭和56年）須賀川市助役に就任。1984年（昭和59年）須賀川市長に当選。4期務める。1996年（平成8年）4月に無投票で4回目の当選を果たしたが、5月に体調を崩して入院。6月29日に須賀川市内の病院で肝不全で死去した。